# José María Aznar
José María Alfredo Aznar López (wym. [xoˈse maˈɾia aθˈnar]ⓘ; ur. 25 lutego 1953 w Madrycie) – hiszpański polityk i prawnik, poseł do Kongresu Deputowanych, prezydent Kastylii i Leónu (1987–1989), w latach 1990–2004 przewodniczący Partii Ludowej, w latach 1996–2004 premier Hiszpanii.

## Życiorys
Jego dziadek Manuel Aznar Zubigaray i ojciec Manuel Aznar Acedo byli związani z reżimem Francisca Franco; pierwszy pełnił różne funkcje w ówczesnej dyplomacji, drugi zajmował się dziennikarstwem. José María Aznar kształcił się w szkole Colegio Nuestra Señora del Pilar, dołączył do prorządowej katolickiej organizacji Frente de Estudiantes Sindicalistas. W 1976 został absolwentem prawa na Uniwersytecie Complutense w Madrycie, po czym w 1976 podjął zatrudnienie w służbie cywilnej w ramach korpusu inspektorów podatkowych.
W 1979 zaangażował się w działalność polityczną w Sojuszu Ludowym byłego ministra Manuela Fragi, objął funkcję sekretarza generalnego tej partii w La Rioja. W 1981 dołączył do władz wykonawczych na poziomie krajowym, a w 1982 został zastępcą sekretarza generalnego ludowców. W tym samym roku po raz pierwszy uzyskał mandat posła do Kongresu Deputowanych z prowincji Ávila. Z powodzeniem ubiegał się od tego czasu o poselską reelekcję w pięciu kolejnych wyborach w 1988, 1989, 1993, 1996 i 2000.
W 1985 objął przywództwo Sojuszu Ludowego w Kastylii i Leónie. Odszedł z funkcji zastępcy sekretarza generalnego struktur krajowych, gdy władzę w partii przejął Antonio Hernández Mancha. W czerwcu 1987 przy wsparciu ludowców oraz Centrum Demokratycznego i Społecznego stanął na czele rządu wspólnoty autonomicznej Kastylii i Leónu, urząd prezydenta sprawował do września 1989. Wcześniej w tym samym roku został wiceprzewodniczącym Partii Ludowej, ugrupowania powstałego na bazie Sojuszu Ludowego. Był również kandydatem tego stronnictwa na urząd premiera, jednakże w wyborach ponownie zwyciężyli socjaliści z PSOE. W 1990 José María Aznar został wybrany na nowego przewodniczącego Partii Ludowej w miejsce Manuela Fragi. Po wyborach z 1993 kierowana przez niego Partia Ludowa pozostała w opozycji, jednak znacząco zwiększyła swoje poparcie, uzyskując w kolejnych dwóch latach dobre wyniki w wyborach lokalnych i regionalnych. W 1995 terroryści z ETA przeprowadzili zamach bombowy na życie polityka, lider opozycji nie odniósł wówczas poważnych obrażeń dzięki opancerzonemu samochodowi, którym się poruszał.
W 1996 Partia Ludowa José Maríi Aznara zwyciężyła w kolejnych wyborach, otrzymując 156 mandatów poselskich. 5 maja 1996 jej przywódca został nominowany przez króla Jana Karola I na stanowisko premiera, objął je jako pierwszy konserwatysta po 14 latach rządów lewicy. Większość w niższej izbie Kortezów Generalnych zapewnili gabinetowi deputowani ugrupowań regionalnych z Katalonii, Kraju Basków i Wysp Kanaryjskich. Ludowcy wygrali także następne wybory w 2000, zwiększając swoje poparcie i uzyskując większość bezwzględną w Kongresie Deputowanych (183 mandaty). Pozwoliło to José Maríi Aznarowi sformować drugi rząd pod swoim kierownictwem.
W trakcie jego rządów w Hiszpanii po raz pierwszy od połowy lat 70. istotnie ograniczono inflację, doprowadzono też do zmniejszenia deficytu budżetowego i stabilnego wzrostu gospodarczego. Gabinet prowadził politykę deregulacji, ukierunkowaną na tworzenie miejsc pracy, stopa bezrobocia została obniżona z ponad 20% do średniej dla Unii Europejskiej. Opowiadał się za utrzymaniem nicejskiego systemu głosowania w Radzie Unii Europejskiej. Wśród priorytetów rząd deklarował również działania przeciwko terrorystom z ETA, które zintensyfikowano zwłaszcza po zerwaniu przez tę organizację ogłoszonego przez nią zawieszenia broni. Głównymi problemami były intensyfikacje nacjonalizmów baskijskiego i katalońskiego. Niepopularna okazała się również decyzja o udziale wojsk hiszpańskich w amerykańskiej interwencji zbrojnej w Iraku, czemu w badaniach sprzeciwiało się ponad 80% ankietowanych i co skutkowało licznymi demonstracjami antywojennymi.
W 2003 José María Aznar zadeklarował, że nie będzie ubiegał się o ponowny wybór na premiera w wyborach przewidzianych na 2004. Po ostatecznym potwierdzeniu rezygnacji Partia Ludowa wybrała Mariano Rajoya na swojego lidera w kampanii wyborczej. Ludowcy przegrali jednak w wyborach w 2004, a za główną przyczynę porażki uznano zamachy terrorystyczne w Madrycie, które miały miejsce na trzy dni przed głosowaniem. Rząd od początku jako najważniejszych podejrzanych wskazywał terrorystów z ETA, podczas gdy zamachu dokonali islamiści z Al-Ka’idy. Nowym premierem po wyborczej porażce ludowców został socjalista José Luis Rodríguez Zapatero. José María Aznar ustąpił również z kierowania partią, już po wyborach w 2004 zastąpił go na tej funkcji Mariano Rajoy.
Wycofał się następnie z aktywnej działalności partyjnej. Został natomiast prezesem FAES, współpracującej z Partią Ludową fundacji zajmującej się tematyką społeczną, ekonomiczną i polityczną. W 2005 dołączył do Rady Stanu, rządowego organu doradczego. W 2006 wszedł w skład rady dyrektorów koncernu Ruperta Murdocha News Corporation.
W swoich późniejszych publicznych wystąpieniach kwestionował naukowe podstawy globalnego ocieplenia (m.in. w 2008 podczas prezentacji książki Václava Klausa). W 2010 stanął na czele rady doradczej Global Adaptation Institute, think tanku zajmującego się problematyką zmiany klimatu.
Jest autorem kilku publikacji książkowych, m.in. Libertad y Solidaridad (1991), España: la segunda transición (1994), La España en que yo creo (1995) i Ocho años de Gobierno (2004).

## Odznaczenia i wyróżnienia
- Krzyż Wielki Orderu Karola III (z urzędu, 1996)[13]
- Łańcuch Orderu Izabeli Katolickiej (2004)[14]
- Krzyż Wielki Orderu Infanta Henryka (Portugalia, 1996)[15]
- Krzyż Wielki Orderu Zasługi Republiki Włoskiej (Włochy, 1996)[16]
- Krzyż Wielki Orderu Zasługi RP (Polska, 2003)[17]
- Order Wolności (Kosowo, 2004)[18]
- Tytuły doctora honoris causa m.in. University of Florida, Katolickiego Uniwersytetu Najświętszego Serca w Mediolanie, Universidad Peruana de Ciencias Aplicadas, Universidad de Santiago de Chile, Universidad Francisco Marroquín[19]

## Życie prywatne
Jest żonaty z Aną Botellą (pełniącą m.in. funkcję burmistrza Madrytu). Mają troje dzieci: José Maríę, Anę i Alonsa. Jego zięciem został przedsiębiorca i działacz sportowy Alejandro Agag.